# دومينغو ألزاتي
دومينغو ألزاتي (بالإسبانية: Aníbal Alzate)‏ هو لاعب كرة قدم كولومبي في مركز الدفاع، ولد في 31 يناير 1933 في ميديلين في كولومبيا، وتوفي في 31 مارس 2016 في إيباغيه في كولومبيا. شارك مع منتخب كولومبيا لكرة القدم. أما مع النوادي، فقد لعب مع ديبورتيس توليما.

## وصلات خارجية
- دومينغو ألزاتي على موقع الاتحاد الدولي (مؤرشف)  (الإنجليزية)
- دومينغو ألزاتي على موقع قاعدة بيانات كرة القدم.إي يو (الإنجليزية)
- دومينغو ألزاتي على موقع ناشيونال فوتبول تيمز (الإنجليزية)